# Telegu Desam
Telegu Desam o Telugu Desam (తెలుగు దేశం పార్టీ Partit de la Terra i el Poble [que parla] Telugu, TDP) és un partit polític de l'Índia, de l'estat d'Andhra Pradesh.

## Història
El moviment fou fundat el 1982 per actor Nandamun T. Rama Rao i promou l'orgull cultural Telugu. Va governar l'estat d'Andhra Pradesh del 1983 al 1989 i del 1994 al 2004, retornant al poder amb Nara Chandrababu Naidu com a primer ministre, el 2014.
Utilitza banderes electorals grogues i de vegades blanques amb l'emblema del partit (una casa, una roda i una aixada) o l'emblema electoral (una bicicleta); eventualment també utilitzen banderes grogues amb el mapa de Telangana i els districtes en línies vermelles, doncs en els darrers anys, després de la fusió amb el Nava Telangana Praja Party (2009) ha donar suport a la reclamació (hi eren contraris anteriorment).
A les eleccions generals índies de 2019, el TDP va patir un revés important, guanyant només 3 escons enmig d'una forta competència d'altres partits de l'estat. Després de l'escissió de l'estat d'Andhra Pradesh el 2014, els escons de Lok Sabha es van dividir en 17 per al nou estat de Telangana i 25 per Andhra Pradesh. A les eleccions generals índies de 2024, el partit, que formava part de l'Aliança Democràtica Nacional, va aconseguir guanyar 16 escons, jugant un paper clau en la formació del tercer govern de Narendra Modi.

## Branca d'estudiants
El Telugu Sankethika Nipunula Vibhagam (Telugu Nadu Students Federation TNSF) és l'organització d'estudiants del partit. La seva bandera és groga amb el segell, lleugerament desplaçat cap al vol, mentre al pal té les sigles en vermell en vertical una lletra sota l'altra